# この森で、天使はバスを降りた
『この森で、天使はバスを降りた』（The Spitfire Grill）は、 1996年にサンダンス映画祭、日本では1998年1月15日にリリースされたアメリカ映画である。
刑務所を出所して、ある小さな町の「スピットファイア・グリル」と言う軽食喫茶店に行き、そこで働く女性の物語を描いた作品。
監督・脚本はリー・デヴィッド・ズロトフ。
1996年のサンダンス映画祭で観客賞を受賞したため複数の配給会社による競争入札が行われた。
2001年には、オフブロードウェイでミュージカル劇化されている。
日本ではシアタークリエにてミュージカルが、2009年5月に初演が行われ、2018年1月にもシアタークリエ10周年記念公演『TENTH』の演目の一つとして行われた。他にも、2014年1月・2月にはハロー・ミュージカル！プロジェクトにより4都市にて公演された。

## ストーリー
ある夜、小さな村にトランク一つでバスを降りた若き女性がいた。パーシー（アリソン・エリオット）は刑期を終えて出所し、メイン州の小さな町で人生の再出発を望んだ。彼女は、見かけは無愛想だが心優しいハナ（エレン・バースティン）が経営する軽食カフェ「スピットファイア・グリル」で給仕として働いた。
カフェの常連客はパーシーの過去の秘密に疑いの目を向けていたが、ハナは黙っていた。一番猜疑心が強かったのは、ハナの甥のネイハム（ウィル・パットン）であった。ネイハムの妻シェルビー（マーシャ・ゲイ・ハーデン）は疑うよりはむしろ親切な好奇心をパーシーに対して抱いた。
ハナが不慮の転倒で寝たきりになる。パーシーが料理するが、黒こげになり、見かねたシェルビーが手伝い、二人でカフェの切り盛りをする。助けが必要だと知ったハナは、彼女たちを認めた。町の若い男ジョーはパーシーに一目惚れした。ジョーは町にある樹木が癌や関節炎の薬の材料になるのではと考える科学者を、町に連れてきた。パーシーは森の男が気になっていた。夜中に薪を割っていて、お礼の食糧の入った麻袋を持って帰っていた。
やがて、ハナはカフェの新しいオーナー募集のために、参加費100ドルの作文コンテストを募集した（アメリカ中からのコンテストの優勝者にカフェが譲渡される、一種のコンペ。参加費全額はハナに）。町の良い出来事となるはずだったが、ネイハムの過ぎた猜疑心によってお金は麻袋に入れ、森の男に持って行かせた。
山狩りが行われ、警察に捕まっていたパーシーにハナが助けを求めにくる。森の男はハナの息子でベトナム戦争後に変わり果てて行方不明だったイーライだったのだ。パーシーは森に行くが…。

## キャスト
※括弧内は日本語吹替
- パーシー・タルボット - アリソン・エリオット（深見梨加）
- ハナ・ファーガソン - エレン・バースティン（此島愛子）
- シェルビー・ゴダード - マーシャ・ゲイ・ハーデン（佐々木優子）
- ネイハム・ゴダード - ウィル・パットン（金尾哲夫）
- ジョー・スパーリング - キーラン・マローニー（平田広明）
- ゲイリー・ウォルシュ保安官 - ゲイラード・サーテイン（宝亀克寿）
- エフィ - ルイーズ・デ・コーミア（磯辺万沙子）

## ミュージカル版の日本公演
以下の他にも、2017年に学生演劇の形で洗足学園音楽大学により公演されたこともある。

### 2009年
2009年5月5日から31日にかけて東宝の製作でシアタークリエを会場に上演された。映画とは結末が異なる。
キャスト
- パーシー - 大塚ちひろ
- ハンナ - 剣幸
- シェルビー - 土居裕子
- ジョー - 藤岡正明
- 訪問者 - 草野徹
- エフィ - 田中利花
- ケイレブ - 宮川浩

スタッフ
- 音楽・脚本：ジェイムズ・ヴァルク
- 歌詞・脚本・作：フレッド・アレイ
- 原作：リー・デイヴィット・ズロートフ
- 演出・修辞：藤井清美
- 訳詞：竜真知子

### 2014年
2014年1月25日から26日にかけて富山県高岡文化ホール 小ホール、同年2月1日に山梨県コラニー文化ホール 大ホール、同年2月16日に宮城県エル・パーク仙台スタジオホール、同年2月23日に千葉県南総文化ホール 小ホールを会場に上演された。映画演劇文化協会の主催によるハロー・ミュージカル!プロジェクトの一環。
キャスト
- パーシー - 若井久美子
- ハンナ - 遠藤園
- シェルビー - 木村帆香
- ジョー - 田中秀哉
- 訪問者 - 小倉卓
- エフィ - 須藤香菜
- ケイレブ - 遠藤典史

スタッフ
- 演出・台本：木内宏昌

### 2018年
2018年1月24日から31日にかけて東宝の製作でシアタークリエを会場にシアタークリエ10周年記念公演『TENTH』のひとつとして上演された。『TENTH』とは海外の小規模ミュージカルを数多く上演してきたシアタークリエならではの公演で、シアタークリエで日本初演されたオフ・ブロードウェイ発ミュージカルを1幕に凝縮したダイジェスト版を週替わりで上演する第1部と、これまでにシアタークリエに登場した俳優たちが日替わりで多数集結し、それぞれが出演した海外ミュージカルナンバーを中心にガラコンサート形式で披露する『10周年記念ガラコンサート』第2部とした2部構成となっている、2009年公演を再構成した内容。2009年公演にも出演したキャストも一部再出演している。
キャスト
- パーシー - 坂本真綾
- ハンナ - 剣幸
- シェルビー - 土居裕子
- ジョー - 平方元基
- 訪問者 - Spi
- エフィ - 田中利花
- ケイレブ - 坂元健児

スタッフ
- 演出：小林香